# ريتشارد هيوز (كاتب)
ريتشارد هيوز (بالإنجليزية: Richard Hughes)‏‏ (19 أبريل 1900 في ويبريج ‏ - 28 أبريل 1976 ) صحفي، وشاعر، وروائي، وكاتب، وكاتب مسرحي من المملكة المتحدة.

## الجوائز
- نيشان الامبراطورية البريطانية من رتبة ضابط
- زميل في الجمعية الملكية للأدب

## روابط خارجية
- ريتشارد هيوز على موقع IMDb (الإنجليزية)
- ريتشارد هيوز على موقع الموسوعة البريطانية (الإنجليزية)
- ريتشارد هيوز على موقع مونزينجر (الألمانية)
- ريتشارد هيوز على موقع قاعدة بيانات برودواي على الإنترنت (الإنجليزية)
- ريتشارد هيوز على موقع إن إن دي بي (الإنجليزية)
- ريتشارد هيوز على موقع قاعدة بيانات الفيلم (الإنجليزية)